# 2024年の大韓民国
2024年の大韓民国 （2024ねんのだいかんみんこく）では、2024年（檀紀4357年）の大韓民国に関する出来事について記述する。

## 国家元首等
- 大統領
  - 第20代: 尹錫悦 （2022年5月10日 - 2024年12月14日〈弾劾による職務停止〉）
- 国務総理
  - 第48代: 韓悳洙 （2022年5月21日 - ）

## できごと

### 1月
- 1月1日 - 1年間の任期で韓国が国際連合安全保障理事会の非常任理事国に就任[1]。
- 1月2日 - 最大野党共に民主党の李在明代表、釜山広域市江西区加徳島を訪問中に、首を刺され負傷（李在明襲撃事件）[2]。
- 1月3日 - KBO・LGツインズからポスティング申請していた高佑錫（コ・ウソク）がMLB・サンディエゴ・パドレスと2年450万ドルの契約に合意[3]。
- 1月5日-7日 - 北朝鮮軍、韓国北西海域の北方限界線（NLL）に近い延坪島付近に向けて、3日連続で砲撃[4][5][6]。
- 1月15日 - 最高指導者金正恩、最高人民会議の施政演説で、憲法改正で韓国を「第1の主敵」と明記すべきと発言[7]。韓国を「和解や統一の相手、同族とみる既成概念を完全に捨て、徹底した他国、最も敵対的な国」と位置付けるとともに、「平和統一」「民族大団結」といった表現も削除すべきであると述べた[7]。
- 1月19日～2月1日 - 2024年江原道ユースオリンピック
  - 2024年江原道ユースオリンピックの韓国選手団（英語版）
- 1月25日 - 与党国民の力所属の裵賢鎮議員、ソウル特別市江南区で中学生に石で頭部を殴られ負傷[8]。

### 2月
- 2月2日～18日 - 2024年世界水泳選手権
  - 2024年世界水泳選手権韓国選手団（英語版）
- 2月8日 - 最高指導者金正恩、朝鮮人民軍創建76周年記念で国防省を訪問[9]。将兵らを前に演説し、韓国は「第1の敵対国家、不変の主敵」であり、有事には「占領、平定」することを強調した[9]。
- 2月14日 - 韓国・キューバ両政府、国交樹立を発表[10]。
- 2月16日～25日 - 第57回世界卓球選手権団体戦（釜山広域市・BEXCO）
  - 男子団体で銅メダルを獲得（張禹珍、林鐘勳、李尚洙）
  - 女子団体は準々決勝で敗退（田志希、申裕斌、イ・シオン（英語版））
- 2月20日 - MLB・トロント・ブルージェイズからFAの柳賢振（リュ・ヒョンジン）がKBO・ハンファ・イーグルスとリーグ史上最高額となる4年170億ウォンの契約に合意（従来の最高額は梁義智（ヤン・ウィジ）の152億ウォン）[11]。
- 2月20日～ - 2024年韓国医療危機（英語版）

### 3月
- 3月10日 - 東アジアスーパーリーグ 2023-24の決勝でソウルSKナイツが千葉ジェッツふなばし（ 日本）にスコア69-72で敗れて準優勝[12]。
- 3月18日～20日 - ソウルで第3回民主主義サミットを開催[13]。
- 3月20日、21日 - MLBソウルシリーズ（英語版）が初めて韓国で開催（ソウル・高尺スカイドーム）[14]。
- 3月20日 - 山口県下関市沖で韓国籍のタンカーのキョヨン・サンが転覆し、10人が死亡[15]。
- 3月23日 - 2024年のKBOリーグ（英語版）が開幕、世界に先駆けてストライクの自動投球判定システム（ABS）、いわゆる「ロボット審判」を導入[16]。
- 3月26日 - 釜山で路線バスが暴走し、10人が負傷[17]。

### 4月
- 4月6日 - アジアリーグアイスホッケー2023-2024のファイナルズでHLアニャンがレッドイーグルス北海道（ 日本）を3勝1敗で破って優勝。最優秀選手賞はシン・サンウ。
- 4月10日 - 第22代総選挙。野党の共に民主党が勝利し、与党の国民の力が大敗[18]。
- 4月24日 - KBO・SSGランダースの崔廷（チェ・ジョン）が通算468本塁打を記録し、李承燁（イ・スンヨプ）の持つ歴歳最多記録を更新[19]。

### 5月
- 5月6日 - ソウル江南医大生恋人殺害事件
- 5月13日 - 祖国革新党の曹国議員が竹島に上陸し、尹政権を批判[20]。
- 5月21日～22日 - AIソウルサミット（英語版）

### 6月
- 6月4日～5日 - 2024年韓国・アフリカサミット（英語版）
- 6月4日 -  朝鮮民主主義人民共和国が前月に風船でゴミなどを韓国領域内に飛ばしたことを受けて、2018年の板門店宣言の効力を停止[21]。
- 6月20日 - KBO・NCダイノスの孫児葉（ソン・アソプ）が通算3205安打を記録し、朴龍澤（パク・ヨンテク）の持つ歴歳最多記録を更新[22]。
- 6月24日 - 京畿道華城市で華城リチウム電池工場火災発生。中国人従業員を中心とした23人が死亡[23][24]。

### 7月
- 7月1日 - ソウルで車が歩行者の列に突っ込み、少なくとも9人が死亡[25]。
- 7月26日～8月11日 - 2024年パリオリンピック
  - 2024年パリオリンピックの韓国選手団（英語版）
  - アーチェリー女子の予選で林是見（英語版）が世界新記録の694点を記録[26]。
- 7月28日 - 江原FC所属で18歳の梁民赫がプレミアリーグ・トッテナム・ホットスパーFCへの完全移籍、5年半の契約に合意[27]。

### 8月
- 8月22日 - 京畿道富川市のホテルで火災が発生し、7人が死亡、12人が負傷[28]。
- 8月23日 -  日本の第106回全国高等学校野球選手権大会で、在日韓国人学校を前身とする京都国際高等学校の初優勝を受け、尹大統領が祝意を表明[29]。
- 8月27日～9月1日 - 2024年韓国オープン (バドミントン)（全羅南道木浦市）
  - 女子シングルスでキム・ガウン（英語版）が優勝
  - 男子ダブルスで姜敏赫・徐承宰組が準優勝
  - 女子ダブルスで鄭娜銀・金慧貞組が優勝

### 10月

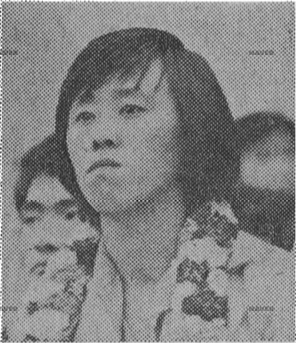
チョ・ヘジョン

- 10月10日 - 韓江（ハン・ガン）が韓国人初となるノーベル文学賞を受賞。ノーベル賞全体では2000年の金大中大統領の平和賞以来2人目[30]。
- 10月15日 -  朝鮮民主主義人民共和国が南北連絡道路の一部を爆破[31]。
- 10月25日 - 飲酒運転の常習的な違反者を対象にエンジン始動連結装置（アルコール・インターロック）の装着が義務化[32]。
- 10月28日 - 2024年韓国シリーズ（英語版）で起亜タイガースがサムスン・ライオンズを4勝1敗で破り7年ぶり12度目の優勝。最優秀選手賞（英語版）は金善彬[33]。

### 11月

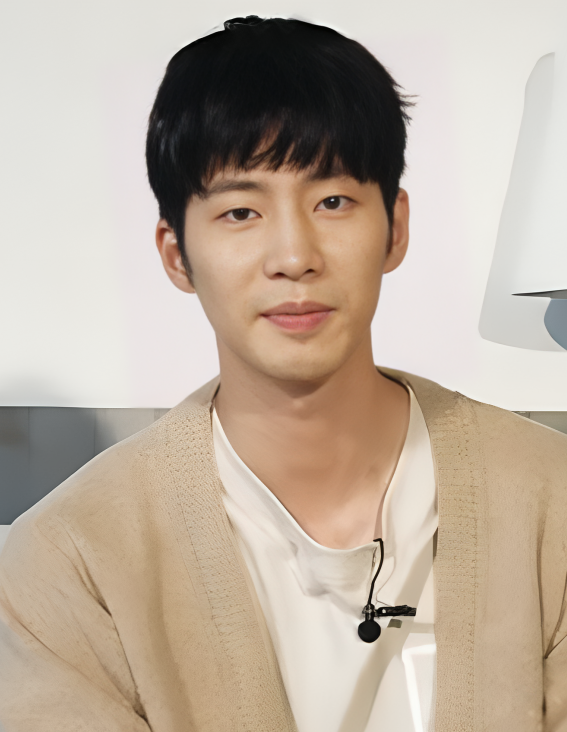
ソン・ジェリム

- 11月5日～10日 - バドミントン・2024年韓国マスターズ（全北特別自治道益山市）
  - 男子ダブルスで真龍・金元昊組が準優勝
  - 女子ダブルスで金慧貞・孔熙容組が優勝
- 11月8日 - 済州特別自治道飛揚島（英語版）で漁船が沈没し、乗組員13人が行方不明[34]。
- 11月18日 - 2024 WBSCプレミア12・グループBで韓国代表は3勝2敗の3位となり、スーパーラウンドに進出することなく敗退[35]。
- 11月28日 - ソウル特別市での記録的な大雪により3人が死亡[36]。
- 11月28日 - アイドルグループのNewJeansが所属事務所ADORとの専属契約を解除すると発表したが、多額の違約金が発生する可能性がある[37]。

### 12月
- 12月3日 - 2024年大韓民国非常戒厳令が発令されたが、約7時間後に解除された。
- 12月8日 - 金龍顕前国防相を令状なしで緊急逮捕[38]。
- 12月9日 - 浦項市沖で漁船が別の船と衝突して転覆し、乗組員8人のうち7人が死亡、1人が行方不明[39]。
- 12月12日 - 大韓航空がアシアナ航空を完全子会社[40]。
- 12月14日 - 尹錫悦大統領に対する弾劾決議が可決。
- 12月15日 - バドミントン・2024年BWFワールドツアーファイナルズ（英語版）の女子ダブルスでイ・ソヒ（英語版）・ペク・ハナ（英語版）組が志田千陽・松山奈未組（ 日本）を破って初優勝[41]。
- 12月27日 - 韓悳洙韓国首相弾劾訴追
- 12月29日 - チェジュ航空の国際線で全羅南道務安郡の務安国際空港への胴体着陸に失敗し、大破炎上した結果、乗員・乗客181名のうち乗員2人を除く179人が死亡[42]。

## 周年
- 4月16日 - セウォル号沈没事故から10年[43]。

## 死去

### 1月
- 1月9日 - チェ・ホンソク（英語版）：バレーボール選手（* 1988年）
- 1月19日 - イ・ドゥヨン：映画監督（* 1942年）

### 2月
- 2月5日 - ナム・コンウォン（英語版）：俳優（* 1934年）

### 3月
- 3月7日 - 孫命順：金泳三大統領のファーストレディ（* 1929年）
- 3月14日 - イ・ウリ（朝鮮語版）：声優（* 2000年）
- 3月27日 - 崔大植：サッカー選手 (MF)（* 1965年）
- 3月29日 - 趙錫來（朝鮮語版）：第31・32代全国経済人連合会会長、ヒョースングループ会長（* 1935年）

### 4月
- 4月3日 - ソン・ミンヒョン（朝鮮語版）：俳優（* 1954年）
- 4月11日 - パク・ボラム（英語版）：歌手（* 1994年） Wikidataで「パク・ボラム」で検索
- 4月23日 - 盧在鳳：国務総理（* 1936年）

### 5月
- 5月22日 - 申庚林（シン・ギョンニム）：詩人（* 1936年）

### 6月
- 6月3日 - 李春碩（英語版）（イ・チュンソク）：サッカー選手 (FW)（* 1959年）
- 6月9日 - 金光林（キム・グァンニム）：詩人（* 1929年）
- 6月14日 - イ・ヘルン （朝鮮語版）：モデル、Youtuber（* 1992年）

### 7月
- 7月21日 - 金珉基：歌手、劇作家、演出家、作詞家、作曲家（* 1951年）
- 7月15日 - ヒョンチョル：トロット歌手（* 1942年）
- 7月31日 - 宋基元：詩人、小説家（* 1947年）

### 8月
- 8月2日 - 金栄洙：ジャーナリスト、政治家（* 1935年）
- 8月10日 - 朴権欽：政治家（* 1932年）
- 8月15日 - 偰松雄：政治家（* 1942年）
- 8月25日 - オ・スンミョン（英語版）：俳優（* 1946年）

### 9月
- 9月11日 - 鄭在文（英語版）：政治学者、政治家（* 1936年）
- 9月15日 - 南載熙：ジャーナリスト、政治家（* 1934年）
- 9月15日 - チョ・ギョンモク（英語版）：政治家（* 1937年）
- 9月19日 - 朴東宣：実業家（* 1935年）
- 9月22日 - パク・ヒブ（英語版）：政治家（* 1938年）
- 9月30日 - パク・ジア（英語版）：女優（* 1972年）

### 10月
- 10月5日 - チョン・ヒギョン（英語版）：学者、政治家（* 1932年）
- 10月22日 - コ・ジンファ（英語版）：政治家（* 1963年）
- 10月23日 - 李相得：政治家、実業家（* 1935年）
- 10月25日 - キム・スミ（英語版）：女優（* 1949年）
- 10月30日 - チョ・ヘジョン：バレーボール選手、指導者（* 1953年）

### 11月
- 11月9日 - イ・シユン（英語版）：裁判官（* 1935年）
- 11月12日 - ソン・ジェリム：俳優（* 1985年）
- 11月17日 - チョ・ジェオク（英語版）：政治家（* 1940年）

### 12月
- 12月30日 - 金守漢：政治家（* 1928年）
- 12月18日 - ソ・ドンウク（朝鮮語版）：歌手（* 1974年）